# Alexandre Antonov
Aleksandr Stepanovich Antonov (Moscou, 1888- 24 de junho de 1922) (em russo:  Алекса́ндр Степа́нович Анто́нов) foi um militante do Partido Socialista Revolucionário, e mais tarde se tornou um dos líderes da Revolta de Tambov contra o regime soviético.

## Biografia
Antonov nasceu em Moscou, mas cresceu na cidade de Kirsanov. Mais tarde, estudou no Tambov Real Institute (Realnoe Uchilische) até que ele foi expulso por proclamações revolucionárias. Com medo de voltar para casa encontrou  trabalho como aprendiz em uma fábrica local.

### O envolvimento com o PSR
Ele tornou-se membro do partido socialista-revolucionário (PSR) em 1904, quando ele tinha apenas 16 anos, durante a revolução de 1905. Seus colegas de partido incluia a famosa Maria Spiridonova, Yuriy Podbelskiy, e vários outros. Tomando como exemplo os apadrinhados de seu partido, ele juntou-se em suas atividades terroristas, ações que incluiam assassinatos, roubos e outros tipos de expropriação. Logo, ele foi preso e levado a julgamento pelo roubo de um vagão de trem postal, sendo condenado à morte pelo tribunal militar em 10 de março de 1910, sendo a sentença comutada para prisão perpétua.
Libertado durante as primeiras semanas da Revolução de Fevereiro pelo manifesto de anistia do Governo Provisório Russo, ele se une, no final do ano de 1917, a ala esquerda do Partido Socialista Revolucionário (SR) e torna-se comandante da milícia do Distrito de Kirsanov, uma crescente tensão se desenvolve entre os Bolcheviques e as milícias que denunciam a política de requisições iniciadas pelo governo.

### Papel na Rebelião de Tambov
Durante a Guerra Civil Russa e no período do comunismo de guerra, o apoio do campesinato russo aos bolchevique foi-se gradualmente reduzindo, por este realizar campanhas brutais de requisições de grãos, impondo o confisco forçado do excedente de produção e também a fixação de quotas mínimas obrigatória para a produção agrícola no futuro a fim de garantir o abastecimento das cidades e do Exército Vermelho. Em 1920, devido o peso destas insuportáveis  requisições,  a violência praticada e a incompetência e venalidade dos locais bolcheviques leva a uma radicalização rápida das massas camponesas e a ruptura do compromisso que o campesinato fizera com os bolcheviques, compromisso feito devido a inicial ameaça de uma vitória dos monarquistas e do Exército Branco.

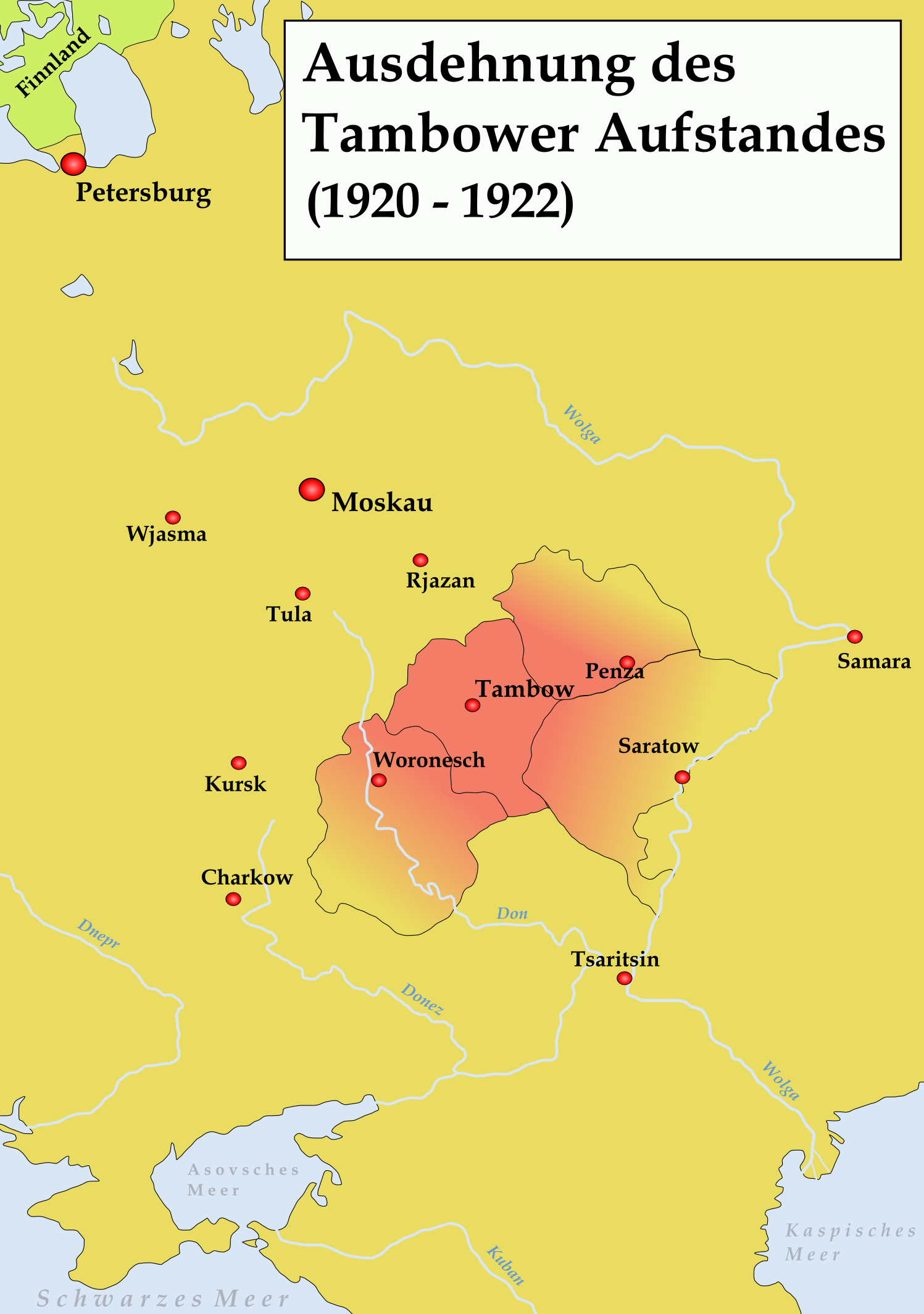
Mapa mostrando a extensão das áreas da insurreição

Na província de Tambov, em agosto de 1920, a chegada de uma brigada bolchevique para a  recolha gratuita dos alimentos desencadeou uma série de revoltas. O Exército  Vermelho ocupado em repelir a incursão do exército polonês no seu território, tinha deixado uma pequena guarnição de cerca 3.000 homens para manter sua autoridade no distrito de Tambov. Esta fraqueza inicial e o suporte em massa da população de Tambov à causa insurgente explica o desaparecimento do poder soviético na região entre 1920 e o final de março 1921.
Alexander Antonov rapidamente desempenhou um papel importante na organização da revolta, com outros militantes como Yuri Podblielsky formam em agosto de 1920, a "União dos Camponeses" que irá brevemente dar expressão política ao levante. Em novembro de 1920, Antonov foi nomeado Chefe do Estado Maior do Exército Revolucionário em Tambov e sob sua liderança, o exército cresce entre 20 000 a 40 000 membros
Os insurgentes, apesar da sua falta de equipamentos e desorganização de suas fileiras, mas com o apoio tácito de grande parte da população rural, conhecendo perfeitamente a região, e usando técnicas de guerrilha, conseguem expulsar as tropas do governo.
A partir de março de 1921, para superar a rebelião o governo soviético envia mais de 50 000 soldados comandados pelo general Mikhail Tukhachevsky, apoiados por três trens blindados, 70 canhões e uma unidade de aviação. A coordenação política das operações contra a revolta foi liderada por Vladimir Antonov-Ovseenko.
Os bolcheviques usam massivamente o terror, queimando aldeias suspeitas de abrigar insurgentes, deportando pessoas de seus campos, e até mesmo usando gás venenoso para desalojar os rebeldes dos bosques onde estão refugiados.

## Fim
Oprimidos por forças melhor equipadas e numericamente superiores, o exército insurgente se desintegra gradualmente durante o ano de 1921. Em maio, a Tcheka atraiu vários de seus líderes em uma armadilha, simulando a existência de um "congresso clandestino" do (SR) ao qual Antonov enviou delegados. Eles são presos pela polícia política bolchevique (NKVD) que consegue sob ameaça convencer Etkov, um dos assistentes de Antonov, de promover um novo encontro entre representantes de uma revolta fictícia no sul da Rússia - de fato agentes da Tcheka - e parte do pessoal do Exército Insurgente de Tambov, ao se apresentarem a maioria destes foram executados. Em meados de julho, Alexander Antonov é gravemente ferido na cabeça, e passa o comando dos restantes 3 000 - 4 000 rebeldes ao seu assistente Matioukhine que será morto em um confronto em setembro de 1920.
Com a insurreição esmagada, começa uma caçada por vários meses durante os quais Alexander Antonov tenta escapar de seus perseguidores. Em 24 de junho, a NKVD descobre seu esconderijo, ele é morto no tiroteio junto com seu irmão, Dmitriy.

## Nota
- Este artigo foi inicialmente traduzido, total ou parcialmente, do artigo da Wikipédia em francês cujo título é «Alexandre Antonov».